# Zero Collection
Zero Collection è un cofanetto del cantautore italiano Renato Zero. 
Il cofanetto contiene 12 concerti del cantante. I primi 11 concerti sono contenuti in DVD singoli, mentre il dodicesimo è racchiuso in un triplo DVD. La raccolta, edita da Mondadori, è uscita in edicola tra il 29 dicembre 2016 e il 16 marzo 2017, con cadenza settimanale. Visto il buon successo di vendite, il cofanetto è stato ristampato nel 2018.

## La struttura
Il cofanetto comprende 14 DVD, racchiusi in 12 album, i quali contengono 12 diversi concerti di Renato Zero. In ogni confezione si può trovare il disco del concerto e un libretto con un'intervista inedita al cantautore, in cui spiega la storia di ognuno degli eventi. Nell'ultimo album, invece, si trovano 3 DVD, vista la notevole durata del video. In allegato al primo DVD (Zerofobia Tour) c'era il cofanetto in cui inserire tutti i DVD della collezione. 
Disponendo i 12 DVD in modo ordinato all'interno del cofanetto, è possibile formare la parola "ZERO". In questa scritta, la gamba della R, è sostituita dalla scritta "Collection" verticale bianca, mentre le altre lettere sono tutte rosse. In una delle due facciate laterali vi è una immagine del cantautore durante la tournée Tour dopo Tour, e sotto di lui c'è scritto l'elenco di tutti e 12 i concerti contenuti nel cofanetto. Nell'altra facciata laterale abbiamo un'altra immagine di Renato Zero, mentre si esibisce in una canzone nel live Sei Zero. Accanto a lui compare la scritta "ZERO Collection", scritta nello stesso modo di prima, ma con i due colori invertiti. Nella copertina di ogni DVD abbiamo le copertine originali rimpicciolite, con un bordo nero come contorno. Le custodie dei DVD sono jewel-case, ovvero con una rilegatura di cartoncino. Nella costoletta possiamo vedere una piccola parte della scritta "ZERO Collection" e nel retro tutti i titoli delle canzoni. Aprendo la confezione possiamo vedere a sinistra un libretto di circa 20 pagine tra le quali si trovano interviste a Renato, rilasciate proprio per il cofanetto. Oltre alle interviste troviamo un sacco di immagini rarissime e, nelle ultime pagine, tutti gli autori della canzoni contenute nel disco. I DVD, invece, alcuni sono neri con la scritta "ZERO" rossa, altri rossi con la scritta nera. 

## I concerti
I concerti contenuti nel cofanetto sono 12. Gli unici DVD che non sono concerti sono il secondo, ovvero Ciao nì, il film del 1979 diretto da Paolo Poeti, che vede come protagonista Renato Zero, e il quinto, L'Imperfetto, cioè l'insieme dei video-clip realizzati da Renato intorno al 1994 uniti in modo da formare un cortometraggio di circa mezz'ora. Dei concerti editati in VHS nel corso degli anni, manca Zero 40 Live, i cui diritti li detiene la Universal, che ha pubblicato la ristampa in DVD nel 2008. Di seguito, la lista dei concerti contenuti nel cofanetto:
1. Zerofobia Tour
2. Ciao Nì
3. La Notte di Icaro
4. ZerOpera
5. L'Imperfetto - I Videoclip
6. TuttoZero
7. Tour dopo Tour
8. Cantiere Fonopoli
9. Figli del Sogno
10. Zero Movimento
11. ZeroNove Tour
12. Sei Zero (3 DVD)